# Słupy (województwo warmińsko-mazurskie)

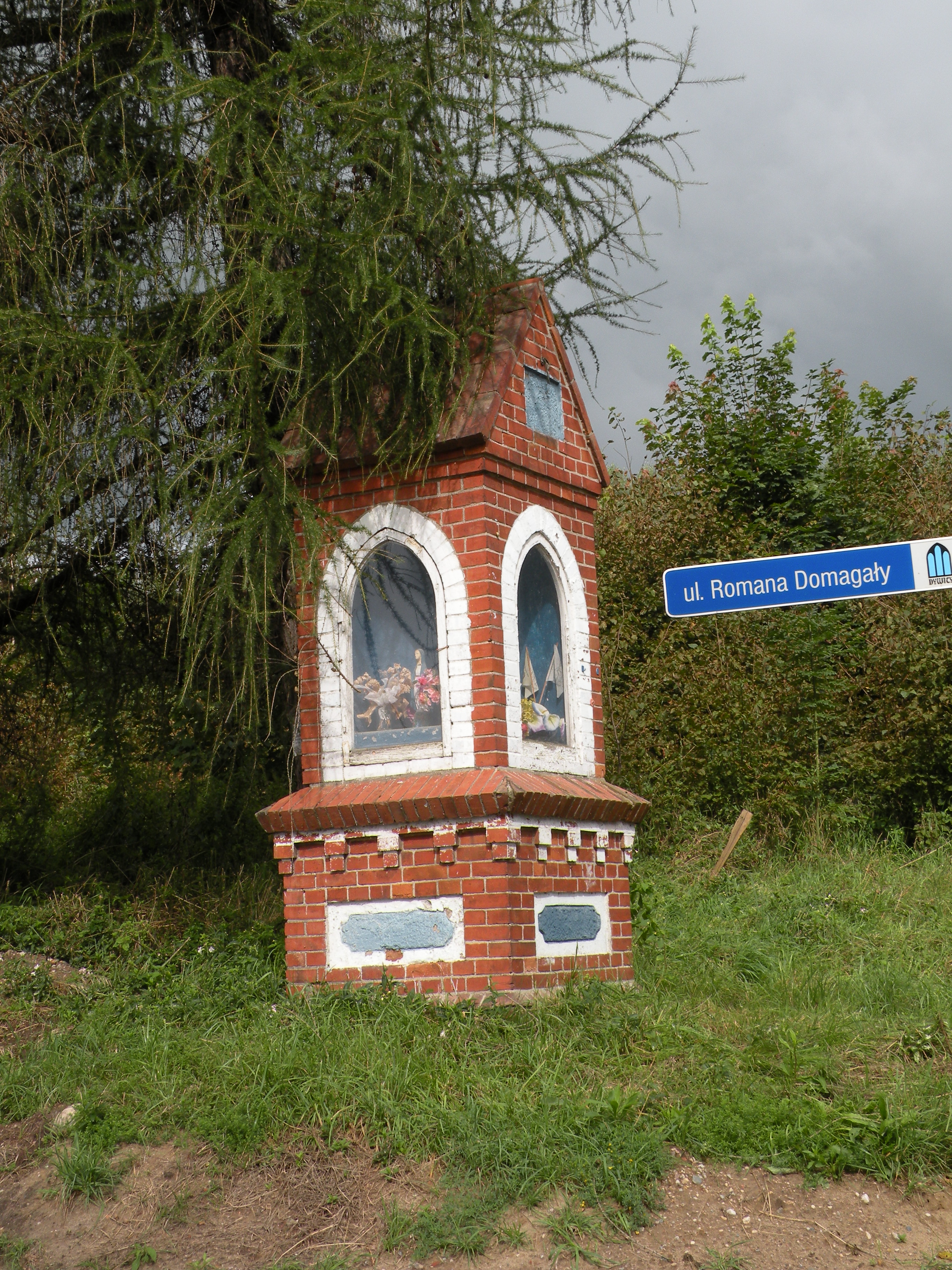
Kapliczka przydrożna w Słupach

Słupy (niem. Stolpen) – wieś w Polsce, położona w województwie warmińsko-mazurskim, w powiecie olsztyńskim, w gminie Dywity, położona około 3 km na północny wschód od granic administracyjnych Olsztyna. Miejscowość znajduje się w historycznym regionie Warmia.
Wieś położona jest wśród lasów nad jeziorem Wadąg. Dawniej typowo rolnicza, obecnie o charakterze podmiejskim. Pod koniec XX w. zaliczana do atrakcyjnych miejsc wypoczynkowych (liczne ośrodki wypoczynkowe i domki letniskowe). W Słupach znajduje się szkoła, mająca swoją siedzibę w pałacu, na którego parterze działa przedszkole. W 2011 r. miejscowość zamieszkiwało 716 osób, przede wszystkim napływowa. W 1993 r. mieszkało tu 528 osób, 31 grudnia 2012 zameldowanych mieszkańców było 716, a na dzień 01.01.2017 r, zameldowanych jest 695 osób. 
Do wsi dociera miejska komunikacja autobusowa z Olsztyna nr 108, ale dodatkowo nr 112 przez Dywity.
W miejscowości od 29 grudnia 1998 r. znajduje się parafia rzymskokatolicka pod wezwaniem Najświętszej Maryi Panny Nieustającej Pomocy.

## Etymologia nazwy
Nazwa Słupy wiąże się z typem siedliska osadzonego na słupach wbitych w rzekę lub w jezioro albo też ze słupami służącymi do suszenia sieci rybackich. Pierwsze wzmianki o wsi pochodzą z dokumentów, w których zapisana była jako: Stolpe (1364, 1374), Stolp (1564), Stolppe (1730), Sztolpy (1879), Stolpy (1941). Obecna nazwa Słupy obowiązuje od 1951 r.

## Historia
Wieś powstała na miejscu wcześniejszej pruskiej osady, a lokację uzyskała na prawie chełmińskim około 1360 r. Pierwsze wzmianki pochodzą z 1374, kiedy Prusowi o imieniu Prejture nadano 13 włók ziemi. W wiekach XV-XVII Słupy były wsią szlachecką. W XVIII wieku znajdowała się w rękach rodziny Carnevalli, następnie von Stabbert. Jej ostatnimi właścicielami przed 1945 rokiem byli: Adolf Schulz i Oskar Thimm.
W latach 1975–1998 miejscowość należała administracyjnie do województwa olsztyńskiego.
Na początku XXI wieku miejscowość utraciła rolniczy charakter i nie ma tu już żadnego gospodarstwa rolnego. W miejsce dawnego Państwowego Ośrodka Maszynowego, istniejącego do 1993 roku, powstało kilka mniejszych zakładów pracy, między innymi: BRW Comfort, Eurogaz Bombi, PPHU Dro-Pak, Opra i Tossi Sp.J.. W wyniku powiększania zabudowy pobliskiego Olsztyna, miejscowość bezpowrotnie utraciła typowo wiejski charakter.
W 1993 r. we wsi mieszkały 582 osoby.
W maju 1995 r. bp Julian Wojtkowski poświęcił kamień węgielny pod budowę kościoła w Słupach. Wybudowany został staraniem tutejszego proboszcza, ks. Ludwika Nadolskiego z Kieźlin, według projektu architekta inż. Józefa Daukszewicza. 29 listopada 1998 r. erygowana została parafia oraz konsekrowano kościół pw. Najświętszej Maryi Panny Nieustającej Pomocy. Nową parafię objął ks. kan. Zbigniew Meja. Kościół został konsekrowany 15 kwietnia 2012 r. przez abp. Wojciecha Ziembę w Niedzielę Miłosierdzia Bożego.